# Rochford
Rochford è un paese di 7 610 abitanti della contea dell'Essex, in Inghilterra.